# Artvin
Pour la province, voir Artvin (province).
Artvin (en turc : Artvin ; en géorgien et laze : ართვინი "Art'vini") est une ville de Turquie, préfecture de la province du même nom.

## Histoire
La ville et la région d'Artvin ont connu de fortes minorités arméniennes, géorgiennes et catholiques, avant 1915.

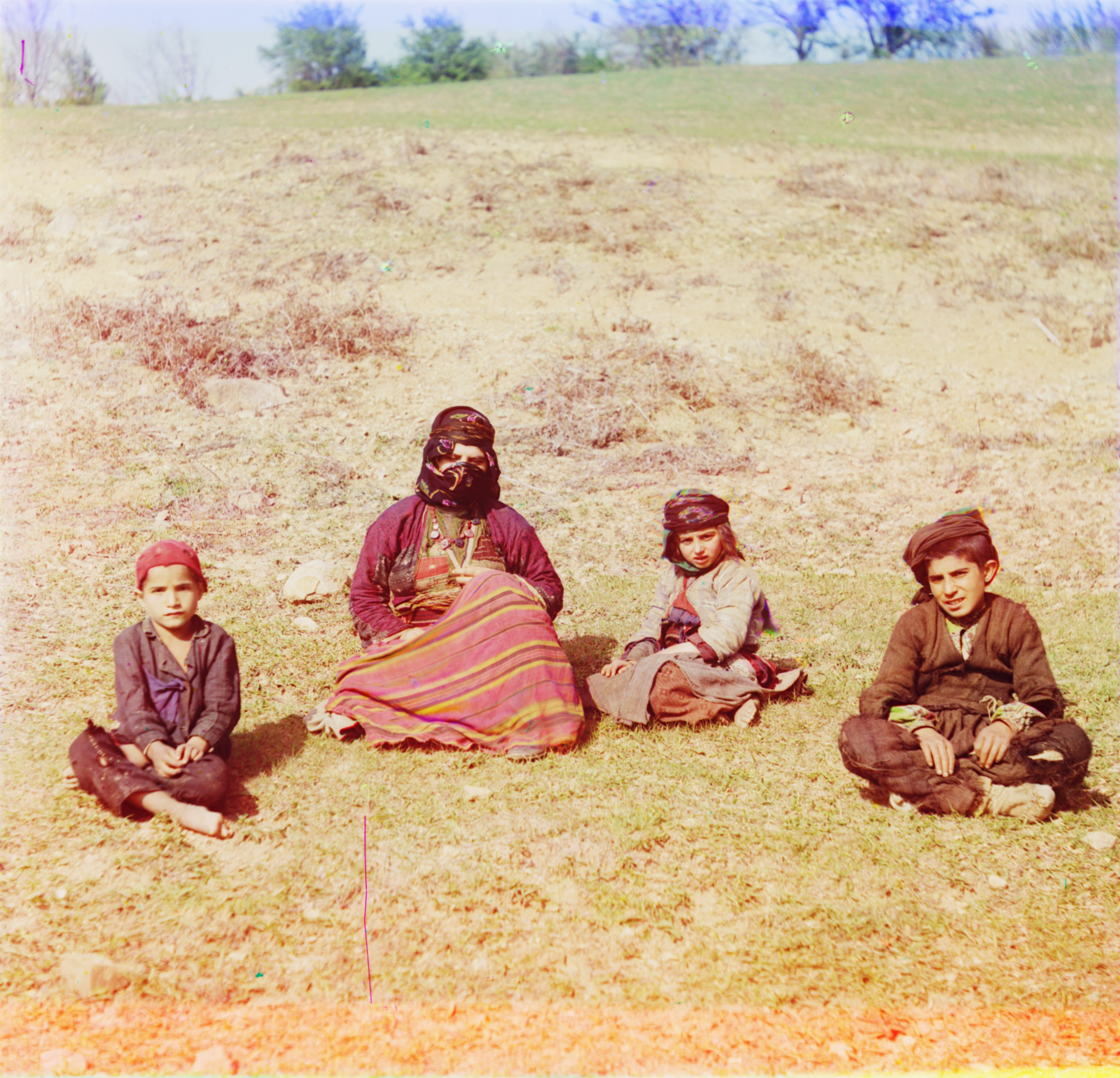
Kurdes, femme et enfants, vers 1910
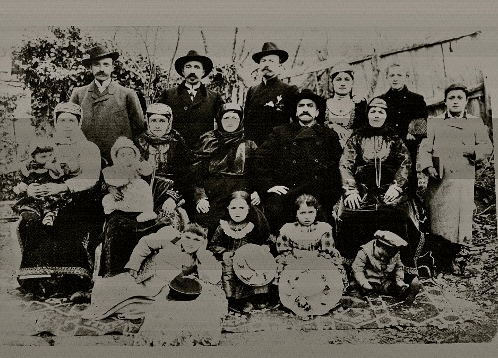
Famille arménienne, 1911
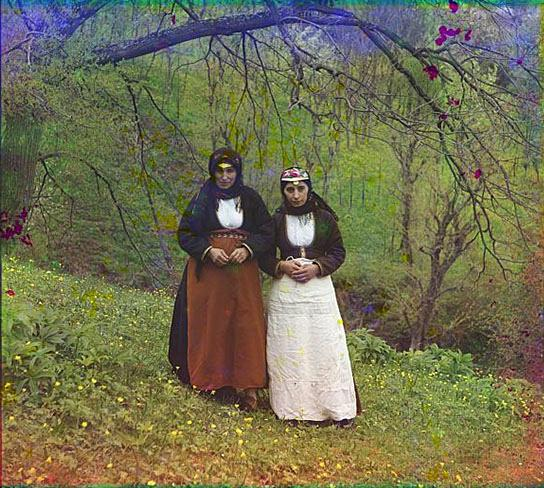
Femmes catholiques arméniennes, vers 1910
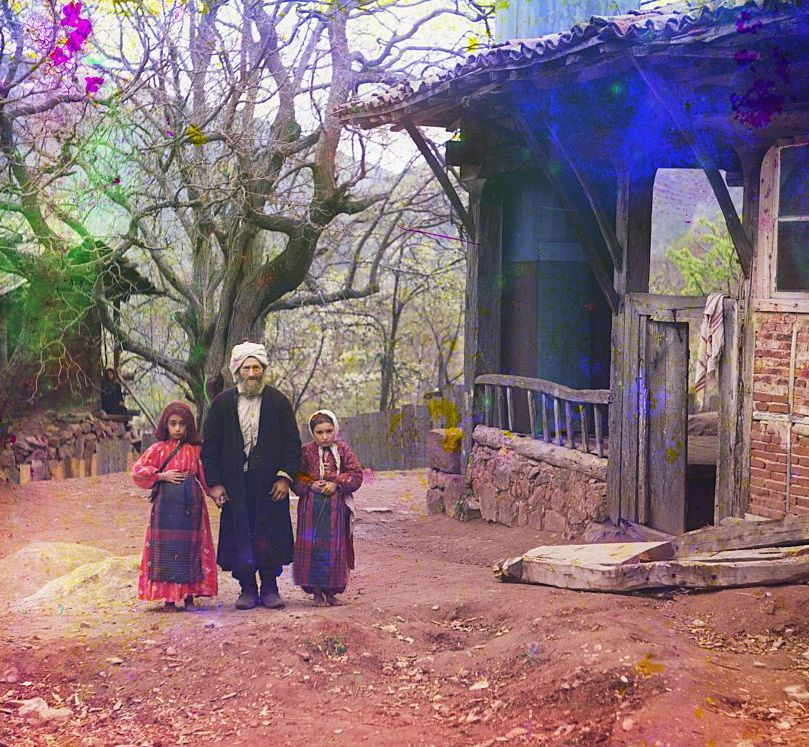
Mollah avec deux élèves, vers 1910

## Personnalités liées
- Şadi Üçüncü (1948-2004), écrivain.
- Mehmet Genç (1934-2021), historien turc.
- Cengiz Kurtoğlu (1959- ), musicien turc.

## Galerie

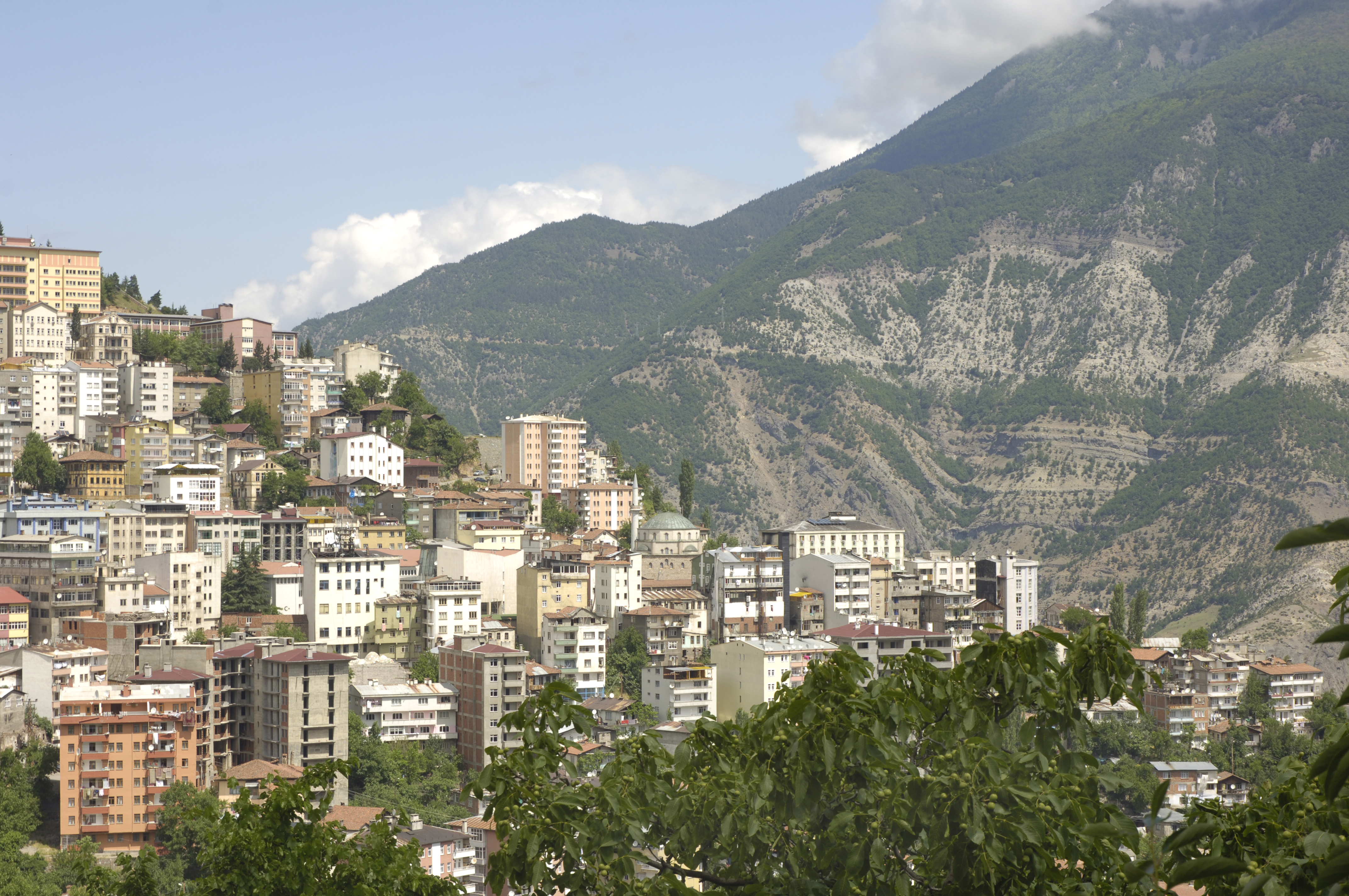
Vue générale
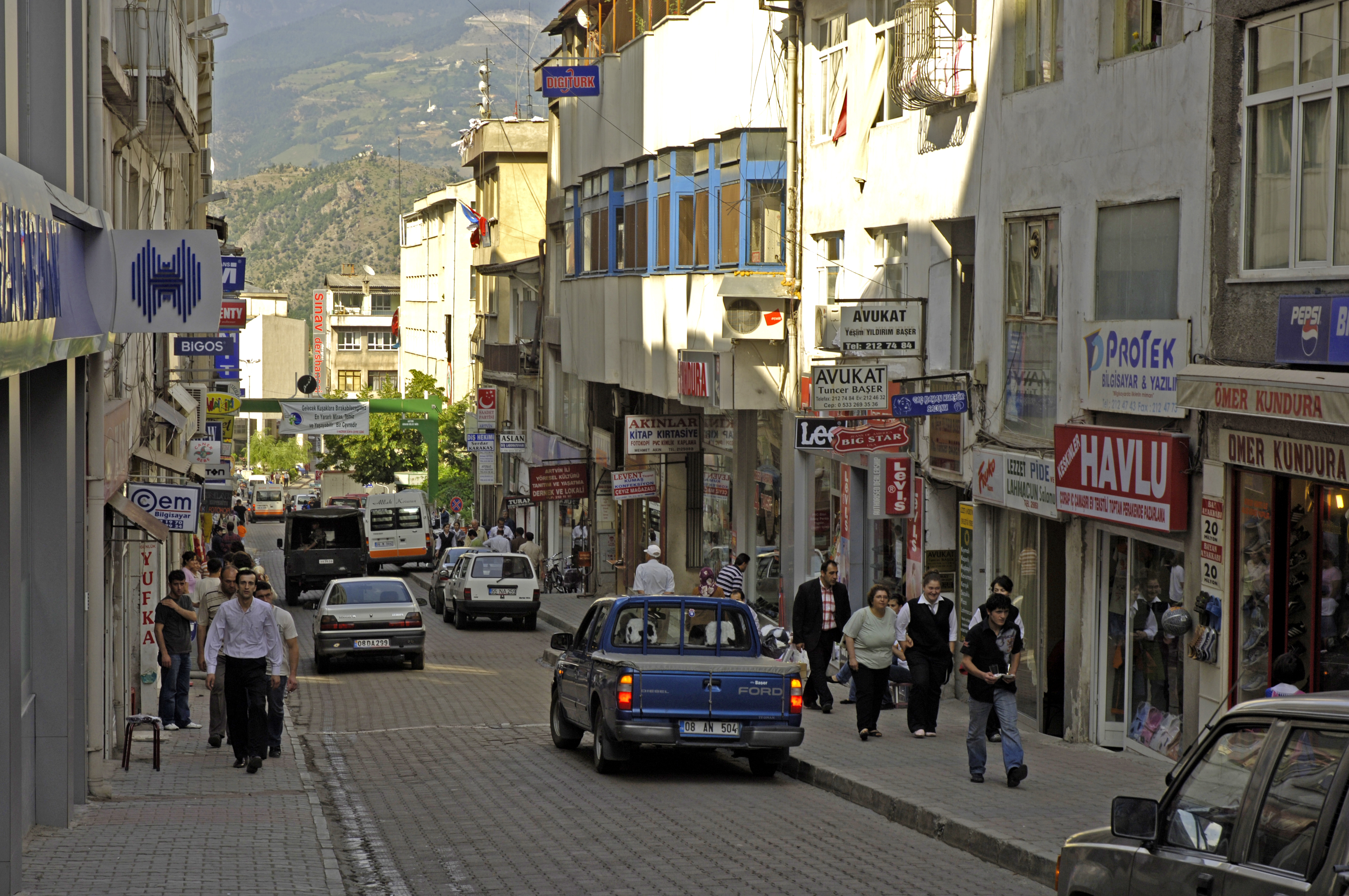
Scène de rue
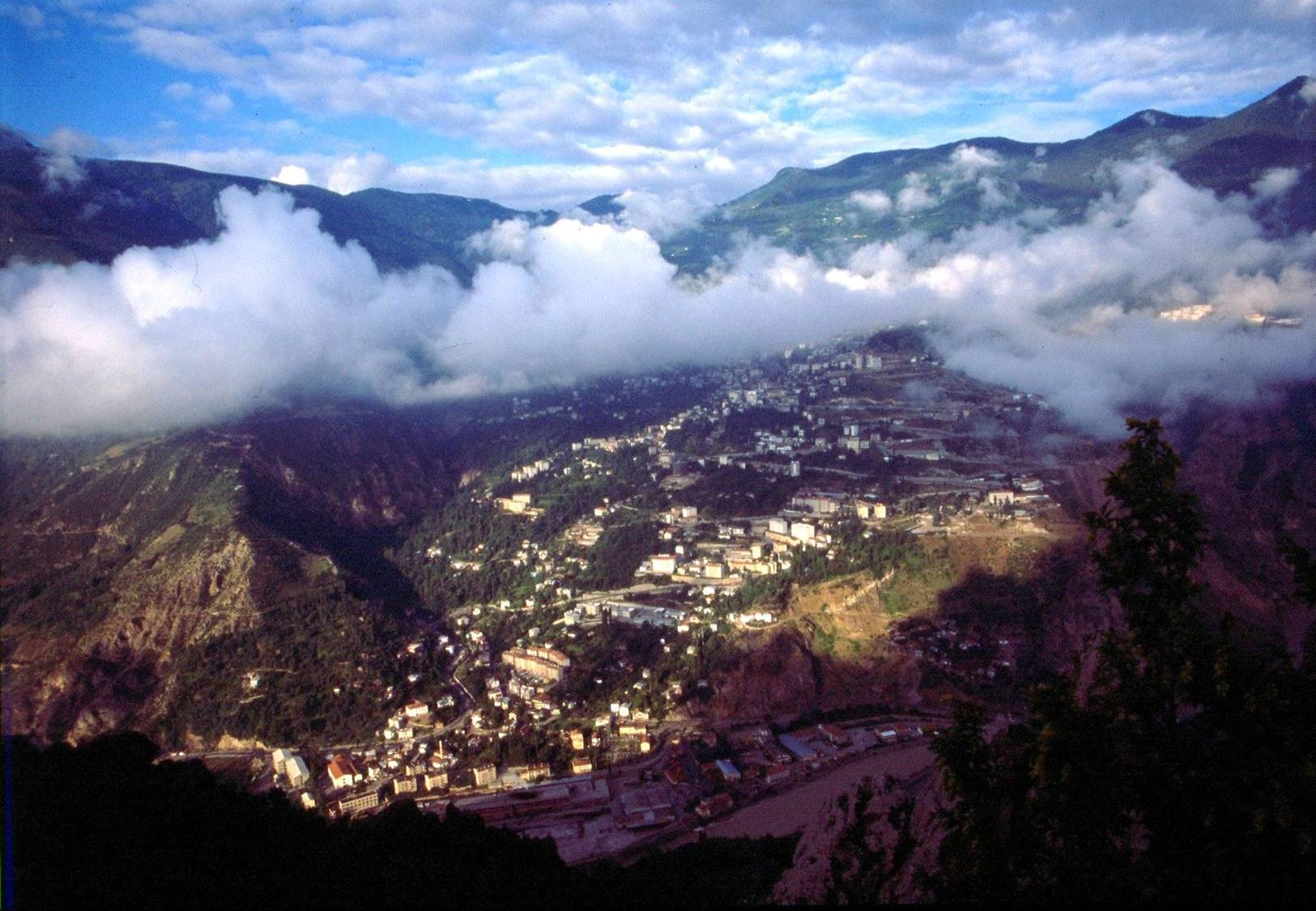
Livane
Forteresse géorgienne

## Villes jumelées
- Akhaltsikhé (Géorgie)
- Batoumi (Adjarie-Géorgie)
- Casablanca (Maroc)
- Oslo (Norvège)